# ديانا بينتي
ديانا بينتي (مواليد 2 نوفمبر 1985) هي عارضة أزياء وممثلة هندية تظهر في أفلام بوليوود.

## أفلامها
| السنة | الفيلم             | الدور | ملاحظات |
| ----- | ------------------ | ----- | ------- |
| 2012  | كوكتيل             | ميرا  |         |
| 2016  | Happy Bhaag Jayegi | هابي  |         |

## الجوائز والترشيحات
| السنة | الفيلم | الجائزة                                | الصنف                                         | النتيجة |
| ----- | ------ | -------------------------------------- | --------------------------------------------- | ------- |
| 2012  | كوكتيل | مجلة فوغ                               | Female Debut                                  | فوز     |
| 2012  | كوكتيل | كوزموبوليتان (مجلة)                    | Best Debut (Female)                           | فوز     |
| 2012  | كوكتيل | BIG Star Entertainment Awards          | Most Entertaining Actor (Film) Debut - Female | رُشِّح     |
| 2013  | كوكتيل | ETC Bollywood Business Awards ‏         | Most Profitable Debut (Female)                | رُشِّح     |
| 2013  | كوكتيل | جوائز فيلم فير                         | جائزة فيلم فير لأفضل ممثلة صاعدة              | رُشِّح     |
| 2013  | كوكتيل | جوائز الشاشة                           | Most Promising Newcomer – Female ‏             | رُشِّح     |
| 2013  | كوكتيل | جوائز زي سيني                          | جائزة زي سيني لأفضل ممثلة واعدة               | رُشِّح     |
| 2013  | كوكتيل | جوائز نجم النقابة                      | Best Female Debut ‏                            | رُشِّح     |
| 2013  | كوكتيل | جوائز نجم النقابة                      | Best Actress in a Supporting Role ‏            | رُشِّح     |
| 2013  | كوكتيل | جوائز الأكاديمية الدولية للفيلم الهندي | Best Supporting Actress ‏                      | رُشِّح     |

## وصلات خارجية
- ديانا بينتي على موقع IMDb (الإنجليزية)
- ديانا بينتي على موقع قاعدة بيانات الأفلام العربية
- ديانا بينتي على موقع ميوزك برينز (الإنجليزية)
- ديانا بينتي على موقع قاعدة بيانات الفيلم (الإنجليزية)
- ديانا بينتي على موقع دليل عارضات الأزياء (الإنجليزية)